# Palagano
Palagano là một đô thị ở tỉnh Modena thuộc vùng Emilia-Romagna, có vị trí cách khoảng 60 km về phía tây nam của Bologna và khoảng 45 km về phía tây nam của Modena. Tại thời điểm ngày 31 tháng 12 năm 2004, đô thị này có dân số 2.455 người và diện tích 60,4 km².
Đô thị Palagano có các frazioni (đơn đơn vị cấp dưới, chủ yếu là các làng) Boccassuolo, Costrignano, Monchio, Savoniero, và Susano.
Palagano giáp các đô thị: Frassinoro, Lama Mocogno, Montefiorino, Polinago, Prignano sulla Secchia, Riolunato, Toano.